# Штайнмюллер, Карлхайнц
Карлхайнц Штайнмюллер (нем. Karlheinz Steinmüller) — немецкий прозаик, учёный-физик и футуролог, писатель в жанре научной фантастики, доктор философии.

## Биография
Родился 4 ноября 1950 года в городе Клингенталь (ныне: земля Саксония, Германия). После окончания средней школы поступил на физический факультет Технического университета Хемница (1969—1973). В 1973—1976 годах учился на философском факультете аспирантуры Гумбольдтского университета Берлина, а в 1977 году получил научную степень доктора философии, защитив диссертацию на тему «Машинная теория жизни: философские проблемы биологического механицизма». В то же время он стал одним из самых известных современных немецких футорологов.
В 1973 году женился на Ангеле Штайнмюллер. Начал свою писательскую карьеру в 1977 году, опубликовав рассказ «Все проклятие мира». В 1979 году издал собственный сборник рассказов под названием «Последний день на Венере». С 1980-х начал писать в соавторстве со своей женой. Их первым совместным произведением стал роман — «Андимон» (1982). В своих произведениях супругов, опираясь на анализ социальных механизмов и структур, изображает развитие человечества в космических масштабах.
Согласно результатам опроса 1989 года супруги стали известными научными фантастами в Восточной Германии (ГДР). Более того, Штайнмюллеры трижды становились лауреатами премии Курда Лассвица в категории «Лучший научно-фантастический рассказ (повесть) на немецком языке». В период между 2003 и 2014 годы вышло полное семитомное издание произведений супругов.

## Произведения (избранное)

### Романы
- Andymon (1982) — «Андимон»;
- Pulaster (1986) — «Пуластер»;
- Der Traummeister (1990) — «Мастер сновидений».

### Сборник
- Windschiefe Geraden (1984) — «Скрещивающиеся прямые»;
- Der Traum vom Großen Roten Fleck und andere Science-fiction-Geschichten (1985) — «Сон про большое красное пятно»;
- Warmzeit: Geschichten aus dem 21. Jahrhundert (2003) — «Время потепления. Рассказы из 21 века»;
- Spera: Ein phantastischer Roman in Erzahlungen (2004) — «Спера. Фантастический роман в рассказах»;
- Computerdämmerung: Phantastische Erzahlungen (2010) — «Упадок компьютеров. Фантастические рассказы».

### Нехудожественная литература
- Darwins Welt (2008) — «Дарвинов мир».